# Swansong
Swansong (рус. Лебединая песня) — пятый студийный альбом группы Carcass, вышедший в 1996 году на лейбле Earache Records. Изначально диск должен был быть издан на лейбле Columbia records, но после судебных разбирательств Swansong издал старый лейбл группы Earache Records. На альбоме отметился прогресс в плане облегченности звука.

## Список композиций
| №                   | Название                                             | Текст песни         | Музыка              | Длительность |
| ------------------- | ---------------------------------------------------- | ------------------- | ------------------- | ------------ |
| 1.                  | «Keep on Rotting in the Free World»                  | Джефф Уокер         | Уокер               | 3:42         |
| 2.                  | «Tomorrow Belongs to Nobody»                         | Уокер               | Билл Стир           | 4:17         |
| 3.                  | «Black Star»                                         | Уокер               | Карло Регедас       | 3:29         |
| 4.                  | «Cross My Heart»                                     | Уокер               | Стир                | 3:34         |
| 5.                  | «Child’s Play»                                       | Уокер               | Стир                | 5:43         |
| 6.                  | «Room 101»                                           | Уокер               | Стир                | 4:35         |
| 7.                  | «Polarized»                                          | Уокер               | Регедас, Стир       | 4:02         |
| 8.                  | «Generation Hexed»                                   | Уокер               | Стир                | 3:48         |
| 9.                  | «Firm Hand»                                          | Уокер               | Регедас             | 5:22         |
| 10.                 | «R**k the Vote»                                      | Уокер               | Уокер               | 3:53         |
| 11.                 | «Don’t Believe a Word»                               | Уокер               | Стир                | 3:57         |
| 12.                 | «Go to Hell»                                         | Уокер               | Уокер               | 3:22         |
| 13.                 | «Death Rider Da» (Japanese/2008 reissue bonus track) | Carcass             | Carcass             | 1:18         |
| Общая длительность: | Общая длительность:                                  | Общая длительность: | Общая длительность: | 51:03        |

## Чарты
| Оценки критиков | Оценки критиков |
| Источник        | Оценка          |
| --------------- | --------------- |
| AllMusic        | [ 1 ]           |
| Decibel         | Favorable       |
| Kerrang!        | Unfavorable     |
| MetalSucks      | Unfavorable     |
| NME             | [ 5 ]           |

| Чарт (1996)                            | Позиция |
| -------------------------------------- | ------- |
| США (Billboard Top Heatseekers Albums) | 46      |
| Финляндия (Suomen virallinen lista)    | 33      |

## Участники записи
- Кен Оуэн — ударные
- Карло Регедас — гитара
- Билл Стир — гитара
- Джефф Уокер — бас-гитара, вокал